# چشمه جیوری منتنگون
میانتنگان، روستایی از توابع بخش لوداب شهرستان بویراحمد در استان کهگیلویه و بویراحمد ایران است.
این روستا از زیباترین روستاهای استان می‌باشد  و آن هم به دلیل قرارگیری میان دو کوه، جنگل فراوان، دو رود خانه، ده‌ها چشمه و انواع باغات، محصولات کشاورزی و استخرهای پرورش ماهی است که به این روستا زیبایی خاصی بخشیده ضمنا ساکنان این روستا از خاندان رئیس می‌باشند که در مجموع با روسای سی سخت، کره، خونگاه، یزد، فارس، بوشهر، همین‌طور اصفهان و بلوچستان، یک قوم را تشکیل می‌دهند و آنگونه که از منابع تاریخی و نسب نامه‌ها بر می آید ریشه این قوم به خاندان ملوک شبانکاره و از آنجا به خاندان شاهنشاهی ساسانی می‌رسد، از دیگر ویژگی‌های این روستا قابلیت سکونت از دیر باز تا کنون در آن بود و با حفاری‌های به عمل آمده در قبرستان این منطقه قبوری متعلق به پیش از اسلام نیز در آنجا رؤیت شده که نشان از قدمت تاریخی آن را می‌دهد.زبان این این روستا گویش لری جنوبی(فارسی ساسانی) است و دین اهالی منطقه اسلام و مذهب تشیع علوی است، و به علت انتساب جد مادری این اهالی و قرار گرفتن در نزدیکی آستان نورانی امام زاده علی (ع) به روسای سادات هم شهرت دارند و همینطور موقعیت جغرافیایی روستا و قرارگیری آن در میانه چند شهر و روستای مهم از جمله در شمال شهر مارگون در جنوب منطقه سادات در غرب شهر لوداب و روستای عزیزی و در شرق دشت راق و روستای سپیدار بابکان و البته قرارگیری بر جاده خوزستان به اصفهان بر اهمیت این روستا می افزاید.

## جمعیت
این روستا در دهستان لوداب قرار دارد و براساس سرشماری مرکز آمار ایران در سال ۱۳۸۵، جمعیت آن ۱۶۵ نفر (۲۶خانوار) بوده‌است.